# Heavy Horses
Heavy Horses blev Jethro Tulls sista stora album. Liksom på föregångaren Songs from the Wood är inriktningen klart präglad av folkmusik även om den är mer heterogen än tidigare.

## Låtlista
Sida 1
1. "...And The Mouse Police Never Sleeps" – 3:11
2. "Acres Wild" – 3:22
3. "No Lullaby" – 7:55
4. "Moths" – 3:24
5. "Journeyman" – 3:55

Sida 2
1. "Rover" – 4:17
2. "One Brown Mouse" – 3:21
3. "Heavy Horses" – 8:58
4. "Weathercock" – 4:02

- All musik och lyrik komponerad av Ian Anderson.

## Medverkande
Jethro Tull
- Ian Anderson – sång, flöjt, akustisk gitarr, elektrisk gitarr, mandolin
- Martin Barre – elektrisk gitarr
- John Glascock – bakgrundssång, basgitarr
- John Evan – piano, orgel
- Dee Palmer – keyboard, portativ orgel, arrangement
- Barriemore Barlow – trummor, percussion

Bidragande musiker
- Darryl Way – violin (på "Acres Wild" och "Heavy Horses")

Produktion
- Ian Anderson – musikproducent
- Robin Black – ljudtekniker
- Shona Anderson – foto
- James Cotier – foto

## Listplaceringar
| Lista (1978)   | Position           |
| -------------- | ------------------ |
| Frankrike      | 20                 |
| Norge          | 13 (VG-lista)      |
| Nya Zeeland    | 34                 |
| Storbritannien | 20                 |
| Sverige        | 27 (Topplistan)    |
| USA            | 19 (Billboard 200) |
| Västtyskland   | 4                  |
| Österrike      | 18                 |